# Wilhelm Grunwald
Wilhelm Grunwald (* 15. Juli 1909 in Bad Rastenberg; † 7. Juni 1989) war ein deutscher Mathematiker und Bibliotheksdirektor.

## Leben
Grunwald studierte Mathematik bei Helmut Hasse an der Universität Halle und folgte ihm 1930 an die Philipps-Universität Marburg, wo er 1932 bei Hasse promoviert wurde (Charakterisierung des Normenrestsymbols durch die {\displaystyle {\mathfrak {p}}}-Stetigkeit, den vorderen Zerlegungssatz und die Produktformel).
Er ist durch den Satz von Grunwald-Wang bekannt, der eine Lücke im Beweis des Hauptsatzes von Brauer-Hasse-Noether in der Algebrentheorie schloss. Er besagt (in der korrigierten Version, siehe unten), dass ein Element x eines algebraischen Zahlkörpers K eine n-te Potenz in K ist, falls es eine n-te Potenz in den zugehörigen lokalen Körpern {\displaystyle K_{\mathfrak {p}}} für fast alle Primideale {\displaystyle {\mathfrak {p}}} von K ist. Der Satz ist ein Beispiel für Hasses Lokal-Global-Prinzip.
Der Satz selbst konnte mit Methoden aus Grunwalds Dissertation bewiesen werden, wie Hasse erkannte, der Grunwald brieflich dazu anregte. Grunwald veröffentlichte den Beweis, der ausführlich von der Klassenkörpertheorie Gebrauch machte, 1933 und ein vereinfachter Beweis wurde 1942 von George Whaples gegeben. 1948 fand ein Schüler von Emil Artin in Princeton, Shianghao Wang (1915–1993), eine Lücke im Beweis von Grunwald (genauer in einem Lemma aus der Dissertation von Grunwald, den dieser für den Beweis benutzte). Der Satz von Grunwald war zwar in den meisten Fällen richtig, es gab aber Ausnahmefälle (wenn n durch 8 teilbar war), die von Helmut Hasse (nachdem dieser davon erfahren hatte) und Wang (Dissertation 1950) beschrieben wurden. Wangs Gegenbeispiel sorgte damals im Artin-Seminar zur Klassenkörpertheorie in Princeton für ziemliche Aufregung, wie sich John T. Tate erinnert, da scheinbar ein zentraler Satz der algebraischen Zahlentheorie und Algebrentheorie betroffen war, der Hauptsatz von Hasse-Brauer-Noether. Es stellte sich dann aber heraus, dass dem nicht so war, da zum Beweis des Satzes eine schwächere Version des Satzes von Grunwald benutzt wurde.
Nach seiner Promotion war Grunwald kurz in der Kaliindustrie und als Assistent am Mathematischen Seminar der Universität Rostock tätig. 1932 wandte er sich einer Karriere als wissenschaftlicher Bibliothekar zu. Nach dem Bibliotheksreferendariat an der Universitätsbibliothek Halle und der Preußischen Staatsbibliothek (Berlin) war er zunächst von 1934 bis 1938 als Bibliotheksassessor an den Universitätsbibliotheken in Halle und Kiel tätig. Von 1938 bis 1950 war er an der Universitätsbibliothek Göttingen. Anschließend ging er als Direktor an die Bibliothek der Technischen Hochschule Hannover und wurde 1957 zum Gründungsdirektor der Technischen Informationsbibliothek. Von 1963 bis 1974 war er Direktor der Staats- und Universitätsbibliothek Göttingen. Sein Nachlass wird vom Zentralarchiv deutscher Mathematiker-Nachlässe an der Niedersächsischen Staats- und Universitätsbibliothek Göttingen aufbewahrt.

## Veröffentlichungen
- Charakterisierung des Normenrestsymbols durch die p-Stetigkeit, den vorderen Zerlegungssatz und die Produktformel, Marburg, Univ., Diss. In: Mathematische Annalen, Bd. 107, 1932, S. 145–164.
- Die Bibliothek der Technischen Hochschule Hannover. In: Nachrichtenblatt für technisch-wissenschaftliche Vereine, Bd. 3, 1952, Heft 3.
- Der Spezialbibliothekar: Aufgaben, Auswahl, Ausbildungsvorschläge. In: Bibliothek, Bibliothekar, Bibliothekswissenschaft: Festschrift Joris Vorstius, Leipzig: Harrassowitz 1954, S. 182–191.
- Technische Hochschul-Bibliotheken. Vortrag auf dem Bibliothekartag in Düsseldorf am 3. Juni 1955. In: Zeitschrift für Bibliothekswesen und Bibliographie, Bd. 2, 1955, Heft 4, S. 257–279.
- Aufgaben der TH-Bibliotheken im Bibliothekssystem ihrer Länder: Vortrag auf der Tagung der Internationalen Vereinigung der Bibliotheken Technischer Hochschulen (IATUL) in der Bibliothek der Technischen Hochschule, München, am 1. Sept. 1956, [Göteborg: Elander] [ca. 1956].
- Die gegenwärtige Stellung, die Aufgaben, die Ausstattung und die Entwicklungstendenzen der technischen Hochschulbibliotheken: Vortrag auf der Tagung der Internat. Vereinigung der Bibliotheken Techn. Hochschulen (IATUL) in Fulda am 28. Mai 1958, [Göteborg: Elander] [1958].
- Die Technische Informationsbibliothek – TIB, Hannover. In: Nachrichten für Dokumentation: nfd, Bd. 10, 1959, Heft 4, S. 180–184.
- Die Auswertungsstelle (AST) für russische naturwissenschaftliche und technische Literatur bei der Technischen Informationsbibliothek in Hannover. In: Osteuropa, Bd. 4, 1960, Heft 2, S. 141–143.
- Zur Sacherschliessung im Bereiche der Chemie. In: Aus der Welt des Bibliothekars: Festschrift für Rudolf Juchhoff zum 65. Geburtstag, Köln: Greven 1961 (Veröffentlichung des Bibliothekar-Lehrinstituts des Landes Nordrhein-Westfalen), S. 393–403.
- zusammen mit Gisela von Busse, Otto Mach und Wolfgang Seuberlich: Berichte über eine Studienreise zu Bibliotheken in Moskau und Leningrad vom 8. bis 20. Mai 1961. In: Zeitschrift für Bibliothekswesen und Bibliographie, Bd. 9, 1962, Heft 2, S. 97–176.
- Das Institut für Wissenschaftliche Information: (VINITI) – Vsesojǔznyj Institut naučnoj i techničeskoj informacii. In: Zeitschrift für Bibliothekswesen und Bibliographie, Bd. 9, 1962, Heft 2, S. 132–135.
- Die Technische Informationsbibliothek – Ziele und derzeitiger Stand der Arbeiten. In: Bericht über die Tagung / Arbeitsgemeinschaft Technischer und Wirtschaftlicher Bibliotheken, Bd. 8, 1962, Heft S. 11–24.
- Etatmodelle für wissenschaftliche Bibliotheken. In: Wieland Schmidt (Hg.): Fünfzehn Jahre Bibliotheksarbeit der Deutschen Forschungsgemeinschaft, 1949–1964, Frankfurt a. M.: Klostermann 1966, S. 79–141.
- Kooperation Universitätsbibliothek-Universität: Vortrag. In: Mitteilungsblatt / Verband der Bibliotheken des Landes Nordrhein-Westfalen, Bd. 17, 1967, Heft 3, S. 131–141.
- Universalbibliotheken: Spezialbibliotheken. In: Bericht über die … Tagung / Arbeitsgemeinschaft der Spezialbibliotheken, Bd. 11, 1967, S. 31–40.
- Klassifikationstheorie: Vortrag, gehalten 1967. In: Zeitschrift für Bibliothekswesen und Bibliographie, Bd. 15, 1968, Heft 1, S. 17–34.
- Die Niedersächsische Staats- und Universitätsbibliothek Göttingen. In: Georgia Augusta, 1968, Heft 9, S. 119–135.
- Der Bibliothekar und seine Ausbildung. In: Zeitschrift für Bibliothekswesen und Bibliographie, Bd. 16, 1969, Heft 2, S. 154–169.
- "Das Bibliothekswesen an den Universitäten und an der Technischen Hochschule des Landes Nordrhein-Westfalen": zu dem von Gerhart Lohse erstatteten Gutachten. In: Zeitschrift für Bibliothekswesen und Bibliographie, Bd. 19, 1972, Heft 6, S. 413–428.
- Aufgaben und Ausbildung der Bibliothekare in wissenschaftlichen Bibliotheken (mit besonderer Berücksichtigung Niedersachsens). In: DFW: Dokumentation, Information, Bd. 20, 1971/72, Heft 2, S. 47–49.
- Der Bibliotheksplan für Baden-Württemberg. In: Zeitschrift für Bibliothekswesen und Bibliographie, Bd. 20, 1973, Heft 6, S. 443–465.
- Diskussion zu Oskar Mahrenholtz: ein Beitrag zur Ermittlung des Personalbedarfs wissenschaftlicher Bibliotheken. In: Zeitschrift für Bibliothekswesen und Bibliographie, Bd. 20, 1973, Heft 3, S. 151–189.
- Zur Ermittlung des Personalbedarfs wissenschaftlicher Bibliotheken. In: Zeitschrift für Bibliothekswesen und Bibliographie, Bd. 20, 1973, Heft 3, S. 151–156.